# Vicebszki terület
A Vityebszki vagy Vicebszki terület (belarusz nyelven Віцебская вобласць, oroszul Витебская область [Vityebszkaja oblaszty]) Fehéroroszország északi részén elterülő régió. Fővárosa Vicebszk. Az ország legritkábban lakott területe. Délről a Mahiljovi és a Minszki terület, nyugatról Litvánia és Lettország, északról Oroszország Pszkovi, keletről pedig Szmolenszki területe határolja. Délnyugaton rövid határa van a Hrodnai területtel is. 

## Közigazgatás
A terület 21 járásra és 4 járási jogú városra (Vicebszk, Navapolack, Polack, Orsa) oszlik. Települései közül 19 város (a járási jogúakkal együtt), 25 városi jellegű település és 200 község (ez utóbbiak 6506 falusi települést fognak össze) (2005. január 1-jei állapot). 

### Járások
| A Vicebszki terület járásai | - 1. Besankovicsi járás (Бешенковичский район) - 2. Braszlavi járás (Браславский район) - 3. Verhnyadzvinszki járás (Верхнедвинский район) - 4. Vicebszki járás (Витебский район) - 5. Hlibokajei járás (Глубокский район) - 6. Horodoki járás (Городокский район) - 7. Doksici járás (Докшицкий район) - 8. Dubrovnai járás (Дубровенский район) - 9. Lepeli járás (Лепельский район) - 10. Ljoznai járás (Лиозненский район) - 11. Mjori járás (Миорский район) - 12. Orsai járás (Оршанский район) - 13. Polacki járás (Полоцкий район) - 14. Pasztavi járás (Поставский район) - 15. Rosszoni járás (Россонский район) - 16. Szjannói járás (Сенненский район) - 17. Talacsini járás (Толочинский район) - 18. Usacsi járás (Ушачский район) - 19. Csasnyiki járás (Чашникский район) - 20. Sarkavscsinai járás (Шарковщинский район) - 21. Sumilinai járás (Шумилинский район) |

### Legnagyobb városok
Zárójelben a 2006-os becsült népesség (fő) 

- Vicebszk (342,2 ezer)
- Orsa (125,6 ezer)
- Navapolack (100,5 ezer)
- Polack (81,8 ezer)
- Lepel (20,9 ezer)
- Hlibokaje (20,1 ezer)
- Pasztavi (19,9 ezer)
- Novalukoml (18,1 ezer)

## Városok és városi jellegű települések
(Zárójelben a hivatalos orosz nyelvű elnevezés)

### Városok listája
- Barany
- Braszlav
- Csasnyiki
- Doksici
- Dubrovna (Dubrovno)
- Dziszna (Gyiszna)
- Haradok (Gorodok)
- Hlibokaje (Glubokoje)
- Lepel
- Mjori (Miori)
- Navapolack (Novopolock)
- Novalukoml (Novolukoml)
- Orsa
- Pasztavi (Posztavi)
- Polack (Polock)
- Szjanno (Szenno)
- Talacsin
- Verhnyadzvinszk (Verhnyedvinszk)
- Vicebszk (Vityebszk)

### Városi jellegű települések listája

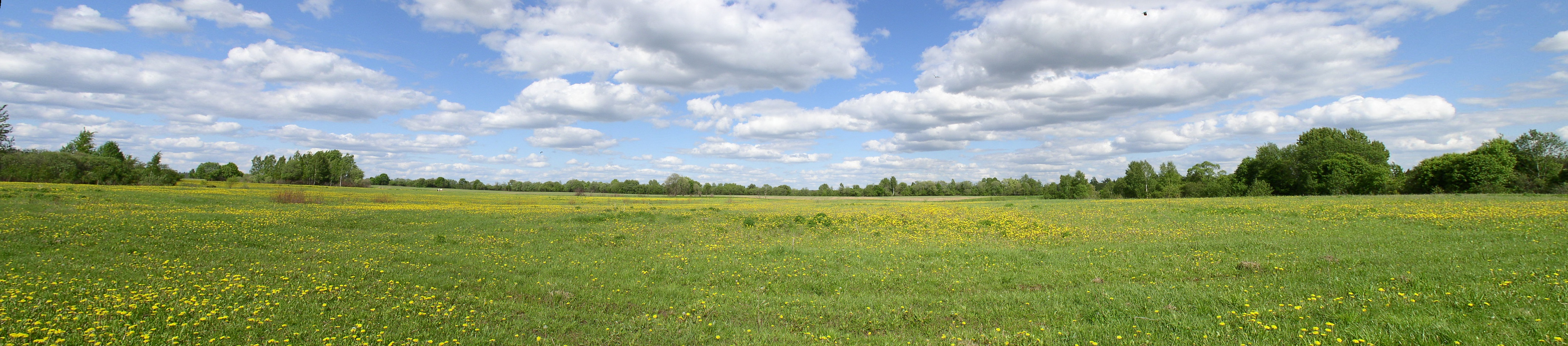
Táj a Vicebszki területen

- Arehavszk (Orehovszk)
- Aszveja (Oszveja)
- Bahusevszk (Bogusevszk)
- Balbaszava (Bolbaszovo)
- Baravuha (Borovuha)
- Besankovicsi (Besenkovicsi)
- Bjahoml (Begoml)
- Druja
- Janavicsi (Janovicsi)
- Jezjariscsa (Jezeriscse)
- Kohanava (Kohanovo)
- Kopisz
- Lintupi
- Ljozna (Liozno)
- Obal (Obol)
- Padszvile (Podszvilje)
- Raszoni (Rosszoni)
- Ruba
- Sarkavscsina (Sarkovscsina)
- Sumilina (Sumilino)
- Szurazs
- Usacsi
- Varapajeva (Voropajevo)
- Vetrina (Vetrino)
- Vidzi